# UCI World Tour 2020
L'UCI World Tour 2020 fou la desena edició de l'UCI World Tour. Inicialment incloïa 36 proves, dues menys que en l'edició precedent per la degradació a la nova categoria UCI ProSeries de la Volta a Turquia i la desaparició de la Volta a Califòrnia. La competició començà el 21 de gener amb la disputa del Tour Down Under i finalitzà amb la Volta a Espanya el 8 de novembre.
Com a conseqüència de la pandèmia del coronavirus, iniciada durant la primavera, nombroses curses es van veure obligades a ser suspeses, mentre d'altres foren endarrerides en el calendari. En el primer grup hi hagué la Volta a Catalunya o la Volta al País Basc, mentre en el segon hi hagué les tres grans voltes i els cinc monuments. El 5 de maig de 2020, l'UCI va revisar el seu calendari i va prpgramar 25 curses que s'haurien de disputar entre l'1 d'agost i el 8 de novembre. Durant el mes de juny es va confirmar la suspensió de les dues proves canadenques del calendari.

## Equips
A diferència de la darrera edició, la llicència UCI WorldTeam fou atorgada a 19 equips enlloc de 18. El Cofidis fou l'equip beneficiat amb la nova llicència, alhora que la llicència del desaparegut Katusha-Alpecin anà a parar a mans de l'equip Israel Cycling Academy.
| Codi UCI | Equip                  | País                |
| -------- | ---------------------- | ------------------- |
| ALM      | AG2R La Mondiale       | França              |
| AST      | Astana Pro Team        | Kazakhstan          |
| TBM      | Bahrain-Merida         | Bahrain             |
| BOH      | Bora-Hansgrohe         | Alemanya            |
| CCC      | CCC Team               | Polònia             |
| COF      | Cofidis                | França              |
| DQT      | Deceuninck-Quick Step  | Bèlgica             |
| EF1      | EF Education First     | Estats Units        |
| GFC      | Groupama-FDJ           | França              |
| ICA      | Israel Cycling Academy | Israel              |
| LTS      | Lotto-Soudal           | Bèlgica             |
| MTS      | Mitchelton-Scott       | Austràlia           |
| MOV      | Movistar Team          | Espanya             |
| NTT      | NTT Pro Cycling        | Sud-àfrica          |
| INS      | Team Ineos             | Regne Unit          |
| TJV      | Team Jumbo-Visma       | Països Baixos       |
| SUN      | Team Sunweb            | Alemanya            |
| TFS      | Trek-Segafredo         | Estats Units        |
| UAD      | UAE Team Emirates      | Emirats Àrabs Units |

## Calendari i resultats
| Núm. | Data                       | Cursa                             | País                    | Cat | Vencedor              | Segon                | Tercer                |
| ---- | -------------------------- | --------------------------------- | ----------------------- | --- | --------------------- | -------------------- | --------------------- |
| 1    | 21-26 de gener             | Tour Down Under                   | Austràlia               | 3   | Richie Porte          | Diego Ulissi         | Simon Geschke         |
| 2    | 2 de febrer                | Cadel Evans Great Ocean Road Race | Austràlia               | 5   | Dries Devenyns        | Pavel Sivakov        | Daryl Impey           |
| 3    | 23-27 de febrer            | UAE Tour                          | Emirats Àrabs Units     | 5   | Adam Yates            | Tadej Pogačar        | Alexey Lutsenko       |
| 4    | 29 de febrer               | Omloop Het Nieuwsblad             | Bèlgica                 | 5   | Jasper Stuyven        | Yves Lampaert        | Søren Kragh Andersen  |
| 5    | 8-14 de març               | París-Niça                        | França                  | 3   | Maximilian Schachmann | Tiesj Benoot         | Sergio Higuita        |
| 6    | 1 d'agost                  | Strade Bianche                    | Itàlia                  | 5   | Wout Van Aert         | Davide Formolo       | Maximilian Schachmann |
| 7    | 5-9 d'agost                | Volta a Polònia                   | Polònia                 | 4   | Remco Evenepoel       | Jakob Fuglsang       | Simon Yates           |
| 8    | 8 d'agost                  | Milà-Sanremo                      | Itàlia                  | 3   | Wout Van Aert         | Julian Alaphilippe   | Michael Matthews      |
| 9    | 12-16 d'agost              | Critèrium del Dauphiné            | França                  | 3   | Daniel Martínez       | Thibaut Pinot        | Guillaume Martin      |
| 10   | 15 d'agost                 | Volta a Llombardia                | Itàlia                  | 3   | Jakob Fuglsang        | George Bennett       | Aleksandr Vlàssov     |
| 11   | 25 d'agost                 | Bretagne Classic                  | França                  | 4   | Michael Matthews      | Luka Mezgec          | Florian Sénéchal      |
| 12   | 29 d'agost-20 de setembre  | Tour de França                    | França                  | 1   | Tadej Pogačar         | Primož Roglič        | Richie Porte          |
| 13   | 8-14 de setembre           | Tirrena-Adriàtica                 | Itàlia                  | 3   | Simon Yates           | Geraint Thomas       | Rafał Majka           |
| 14   | 29 de setembre-4 d'octubre | BinckBank Tour                    | Països Baixos · Bèlgica | 4   | Mathieu van der Poel  | Søren Kragh Andersen | Stefan Küng           |
| 15   | 30 de setembre             | Fletxa Valona                     | Bèlgica                 | 4   | Marc Hirschi          | Benoit Cosnefroy     | Michael Woods         |
| 16   | 3-25 d'octubre             | Giro d'Itàlia                     | Itàlia                  | 2   | Tao Geoghegan Hart    | Jai Hindley          | Wilco Kelderman       |
| 17   | 4 d'octubre                | Lieja-Bastogne-Lieja              | Bèlgica                 | 3   | Primož Roglič         | Marc Hirschi         | Tadej Pogačar         |
| 19   | 11 d'octubre               | Gant-Wevelgem                     | Bèlgica                 | 3   | Mads Pedersen         | Florian Sénéchal     | Matteo Trentin        |
| 20   | 18 d'octubre               | Tour de Flandes                   | Bèlgica                 | 3   | Mathieu van der Poel  | Wout van Aert        | Alexander Kristoff    |
| 21   | 20 d'octubre-8 de novembre | Volta a Espanya                   | Espanya                 | 2   | Primož Roglič         | Richard Carapaz      | Hugh Carthy           |
| 22   | 21 d'octobre               | Tres dies de Bruges-De Panne      | Bèlgica                 | 5   | Yves Lampaert         | Tim Declercq         | Tim Merlier           |

### Curses suspeses
Onze curses no foren reprogramades durant la temporada 2020 :
| Data                 | Cursa                            | País            | Cat |
| -------------------- | -------------------------------- | --------------- | --- |
| 23-29 de març        | Volta a Catalunya                | Espanya         | 4   |
| 27 de març           | E3 BinckBank Classic             | Bèlgica         | 4   |
| 1 d'abril            | A través de Flandes              | Bèlgica         | 5   |
| 6-11 d'abril         | Volta al País Basc               | Espanya         | 4   |
| 12 d'abril           | París-Roubaix                    | França          | 3   |
| 19 d'abril           | Amstel Gold Race                 | Països Baixos   | 3   |
| 28 d'abril-3 de maig | Tour de Romandia                 | Suïssa          | 3   |
| 1 de maig            | Eschborn-Frankfurt               | Alemanya        | 5   |
| 7-14 de juny         | Volta a Suïssa                   | Suïssa          | 3   |
| 25 de juliol         | Clàssica de Sant Sebastià        | Espanya         | 4   |
| 16 d'agost           | EuroEyes Cyclassics              | Alemanya        | 4   |
| 16 d'agost           | RideLondon-Surrey Classic        | Regne Unit      | 5   |
| 11 de setembre       | Gran Premi Ciclista de Quebec    | Canadà          | 3   |
| 13 de setembre       | Gran Premi Ciclista de Mont-real | Canadà          | 3   |
| 5-10 novembre        | Tour de Guangxi                  | R.P. de la Xina | 5   |

## Classificacions
Ja no es calculà la classificació UCI World perquè havia estat substituïda per la Classificació mundial UCI.